# Nels H. Smith
Nels Hansen Smith (* 27. August 1884 in Gayville, South Dakota; † 5. Juli 1976 in Spearfish, South Dakota) war ein US-amerikanischer Politiker (Republikanische Partei), der von 1939 bis 1943 18. Gouverneur des Bundesstaates Wyoming war.

## Werdegang
Smith graduierte 1904 an der University of South Dakota mit einem Bachelor of Arts. Dann zog er 1907 nach Wyoming, wo er mit seinem Bruder auf einer Ranch der Viehzucht nachging. Er war Mitglied der Wyoming Highway Commission und später der State Legislature. In seiner Amtszeit als Gouverneur von Wyoming leitete er Programme ein, die zu Aufhebung der staatlichen Vermögensteuer führten und förderte den Bau von "farm-to-market" Landstraßen. Nachdem er bei seinem Wiederwahlversuch für eine zweite Amtszeit geschlagen wurde, kehrte er auf seine Ranch zurück, wo er weiter Viehzucht betrieb.
Er war mit Marie Christensen verheiratet und das Paar hatte zwei gemeinsame Kinder.